# Clair Burgener
Clair Burgener właściwie Sinclair Walter Burgener (ur. 5 grudnia 1921 w Vernal, zm. 9 września 2006 w Encinitas) – amerykański polityk, członek Partii Republikańskiej.

## Działalność polityczna
W latach 1953–1957 zasiadał w Radzie Miasta, a od 1955 do 1956 był również zastępcą burmistrza miasta San Diego. Od 1962 do 1966 zasiadał w Zgromadzeniu Stanowym Kalifornii, a od 1967 w Senacie stanu Kalifornia. Następnie od 3 stycznia 1973 do 3 stycznia 1975 był przez jedną kadencję przedstawicielem nowo utworzonego 42. okręgu, od 3 stycznia 1975 do 3 stycznia 1983 przez cztery kadencje 43. okręgu wyborczego w stanie Kalifornia w Izbie Reprezentantów Stanów Zjednoczonych.